# Notte di luce
Notte di Luce (The Story of the Starfish and the Mule) è un romanzo di Sergio Bambarén.

## Edizioni
- Sergio Bambarén, Notte di Luce, traduzione di Marina Marini, Sperling & Kupfer, 2004.